# Kombinationston
Kombinationstoner (eller spöktoner) är de nya, svaga toner, som uppkommer genom samverkan av två starka toner av olika tonhöjd.
Kombinationstonerna är av två slag, differens- och summationstoner. Två toner med frekvenserna N₁ och N₂ ger en låg differenston, vars frekvens är N₁ – N₂, och en hög summationston med frekvensen N₁ + N₂.
Differenstonerna iakttogs redan 1744 av Georg Andreas Sorge i Hamburg och oberoende av honom tio år senare av Giuseppe Tartini i Padua, efter vilken de ibland kallas tartini-toner; summationstonerna upptäcktes först av Hermann von Helmholtz.